# Valle de Toranzo
El valle de Toranzo es un valle de España del centro de Cantabria que toma la dirección sur-norte, perpendicular al mar Cantábrico, y es recorrido por el río Pas. Al final del mismo se encuentra el puerto del Escudo. Es conocido, además de por su riqueza natural, por poseer las cuevas de arte rupestre del monte Castillo, como Las Monedas y La Pasiega, así como el destacado yacimiento arqueológico de La Espina del Gallego.
Había en él poblaciones de corzos, ciervos, lobos, jabalíes, zorros y liebres, las cuales se conservan en parte.

## Historia
En la última época de las Asturias de Santillana el valle de Toranzo estaba dividido eclesiásticamente en dos vicarías de las trece que reunía la diócesis de Santander: la de Piélagos, con tres parroquias en el valle, y la de Toranzo, con 25 parroquias, que ocupaba el resto del valle. Durante el Antiguo Régimen perteneció, como señorío, a la casa de los marqueses de Aguilar de Campoo.

## Gastronomía
Son típicos del valle los sobaos y quesadas, además de encontrarse buen cocido montañés y vino torancés.